# Axe central de Pékin
L'axe central de Pékin (chinois simplifié : 北京中轴线 ; chinois traditionnel : 北京中軸綫 ; pinyin : běijīng zhōngzhóuxiàn) est un segment de route de Pékin, Chine, qui s'étend sur 7,8 km des tours du Tambour et de la Cloche (en) au nord jusqu'à Yongdingmen au sud.
L'axe central est inscrit au patrimoine mondial depuis 2024.

## Points d'intérêts
Parmi les points d'intérêts situés sur l'axe central, du nord au sud :

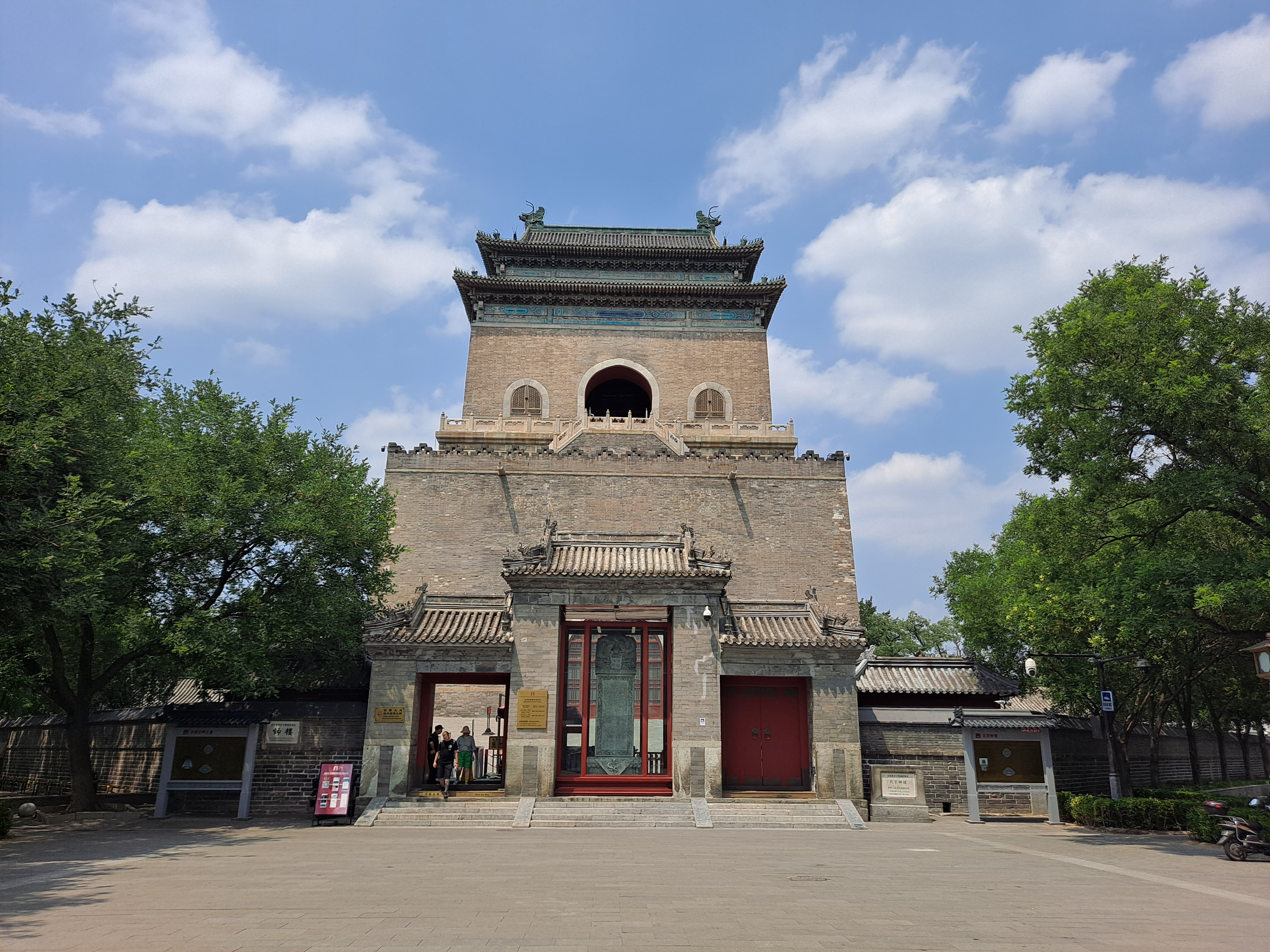
Tours du Tambour et de la Cloche (en)
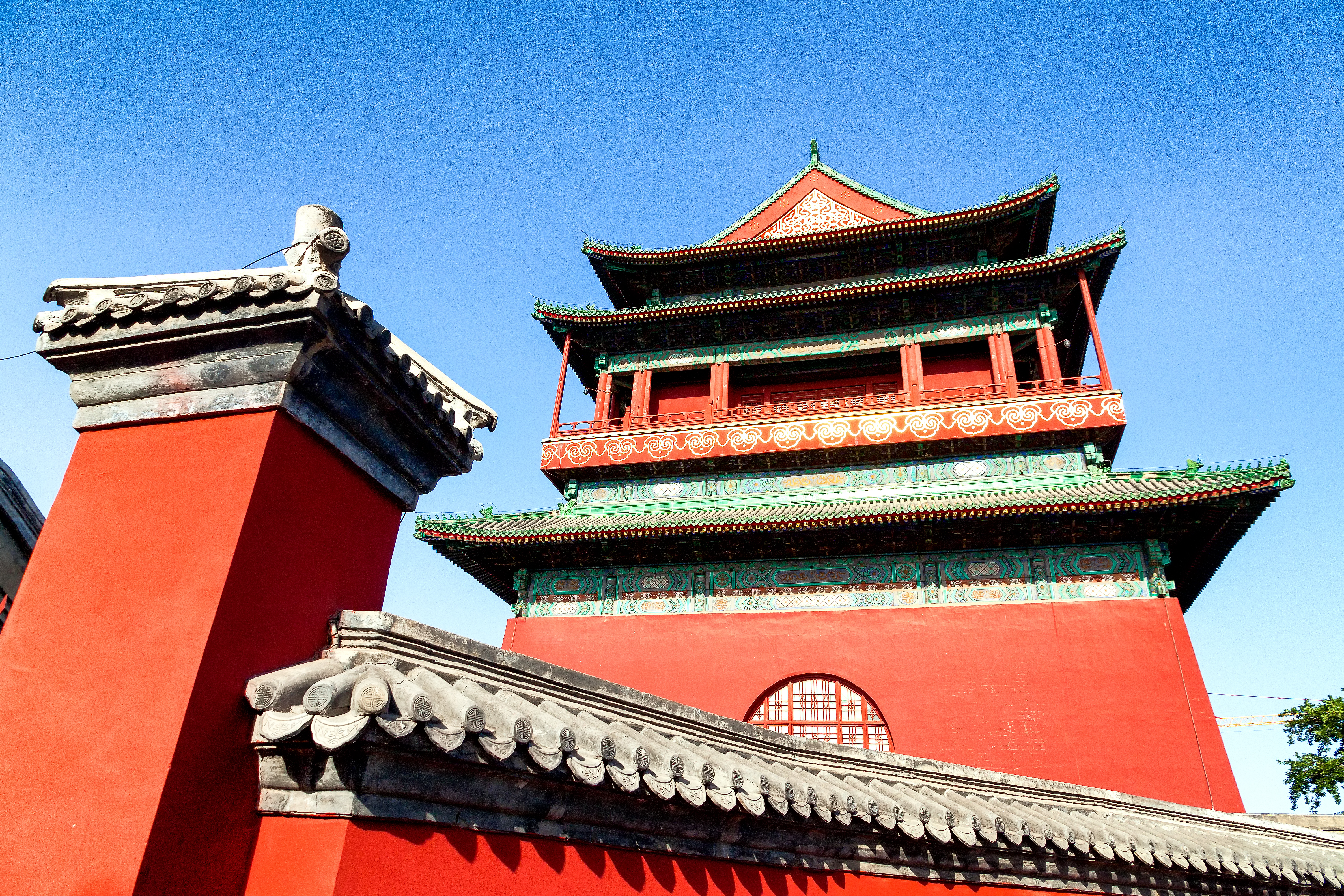
Tour du Tambour
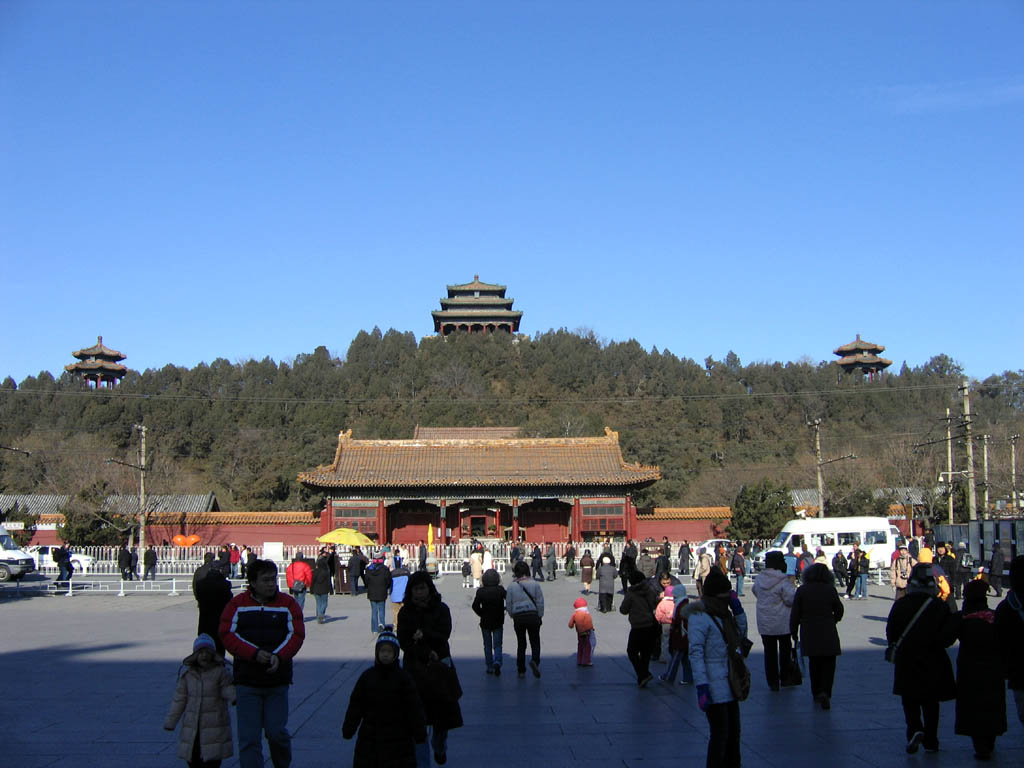
Parc Jingshan
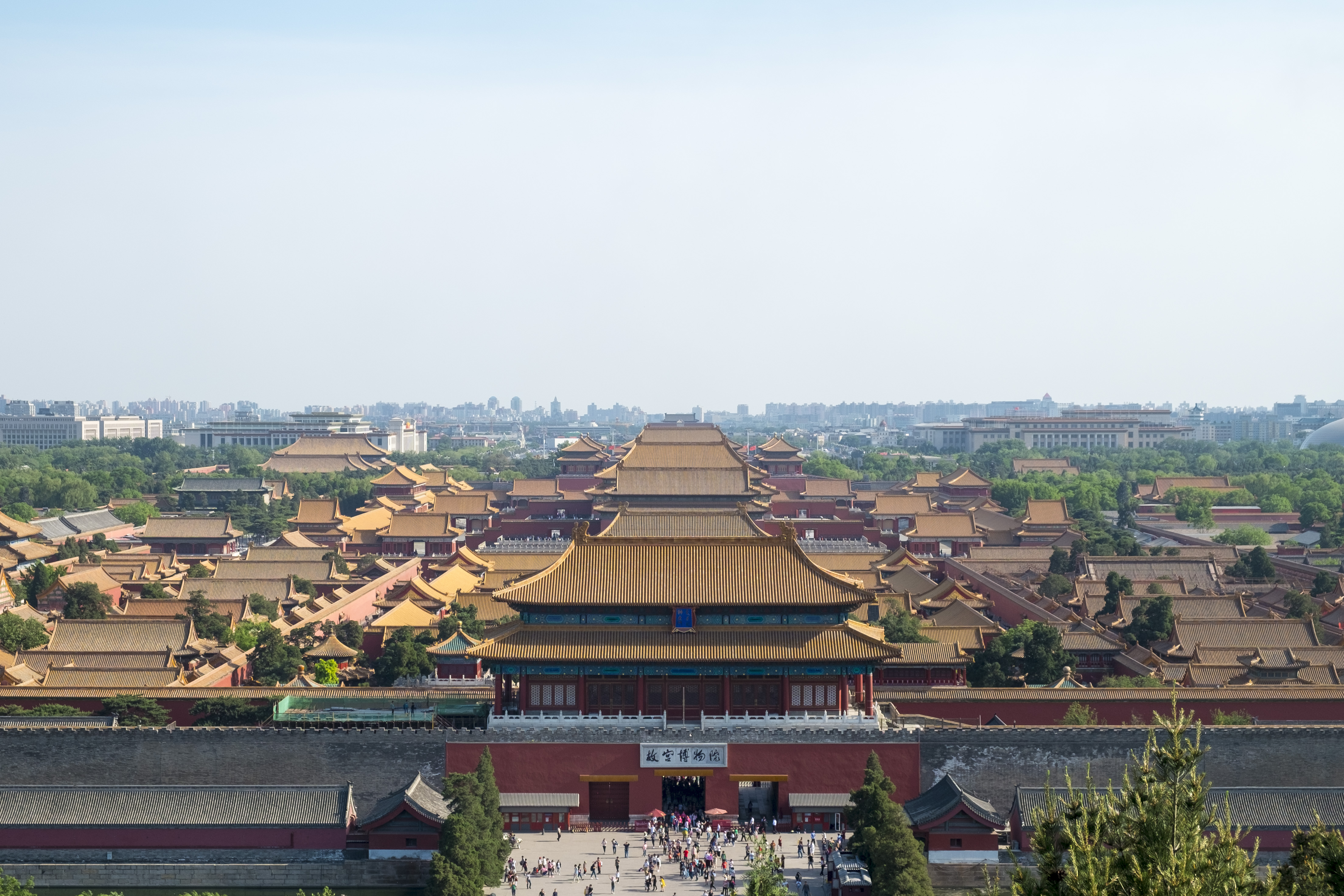
Cité interdite
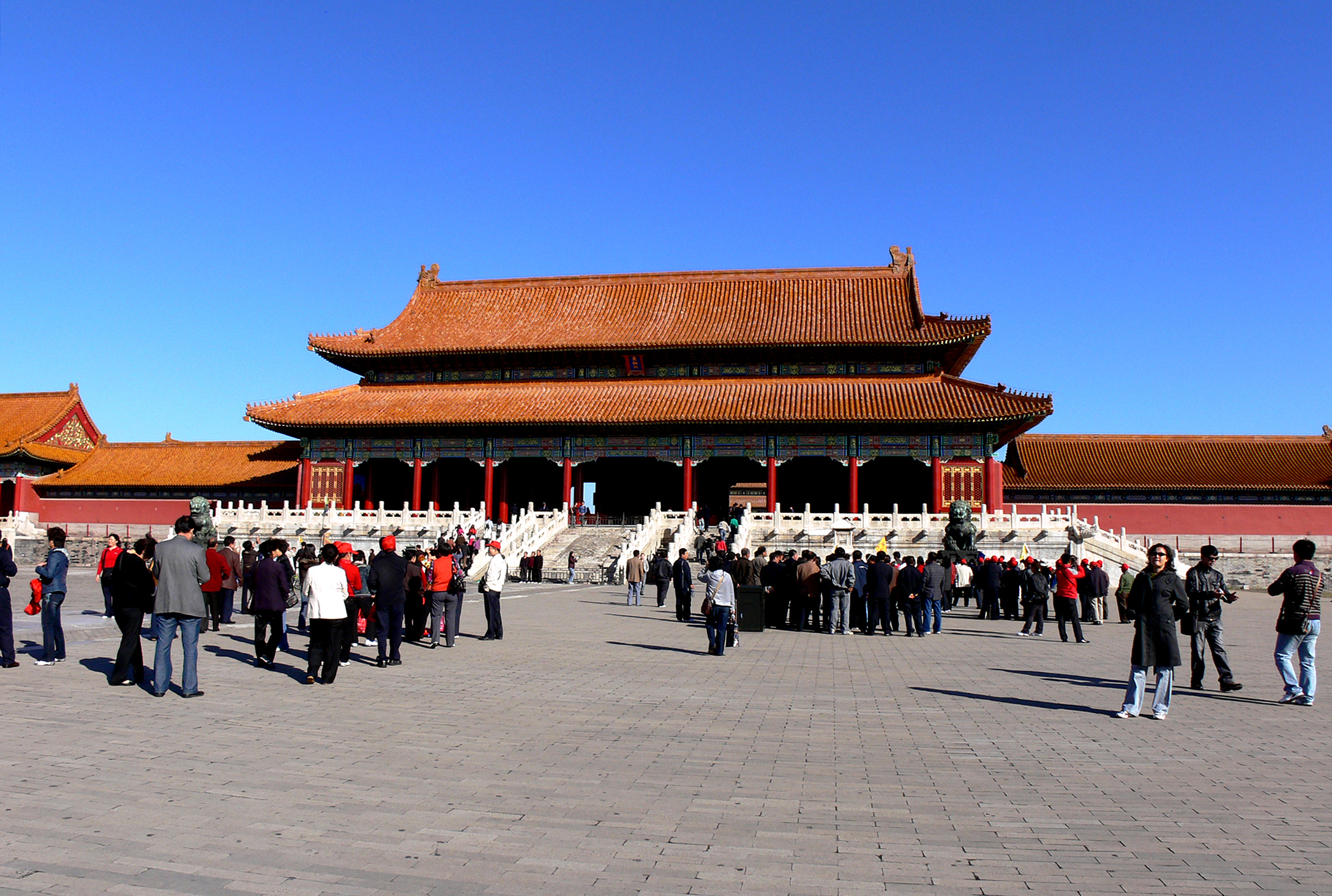
Porte de l'Harmonie Suprême
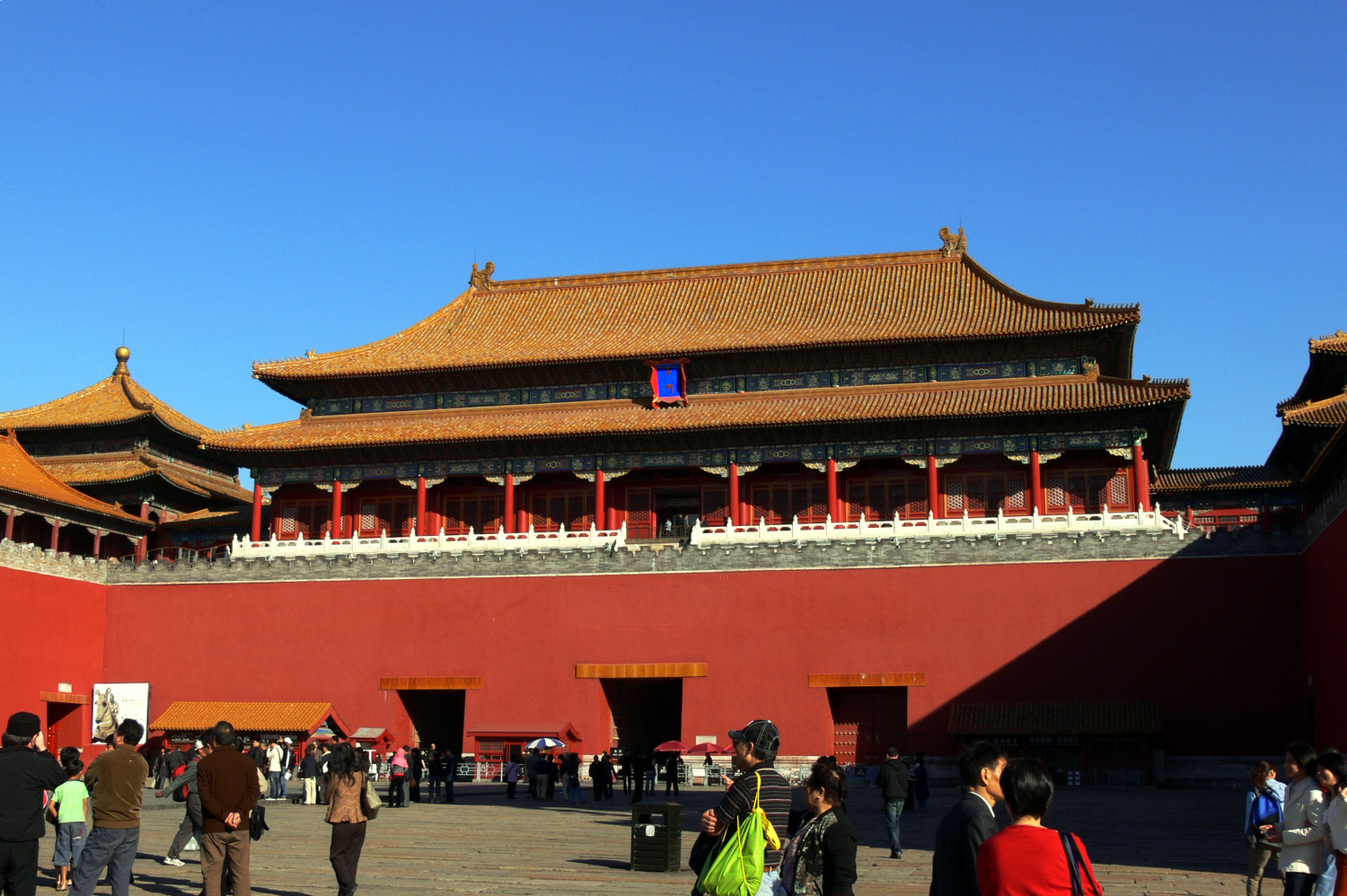
Porte du Midi

- Temple des ancêtres impériaux
- Duanmen (en)
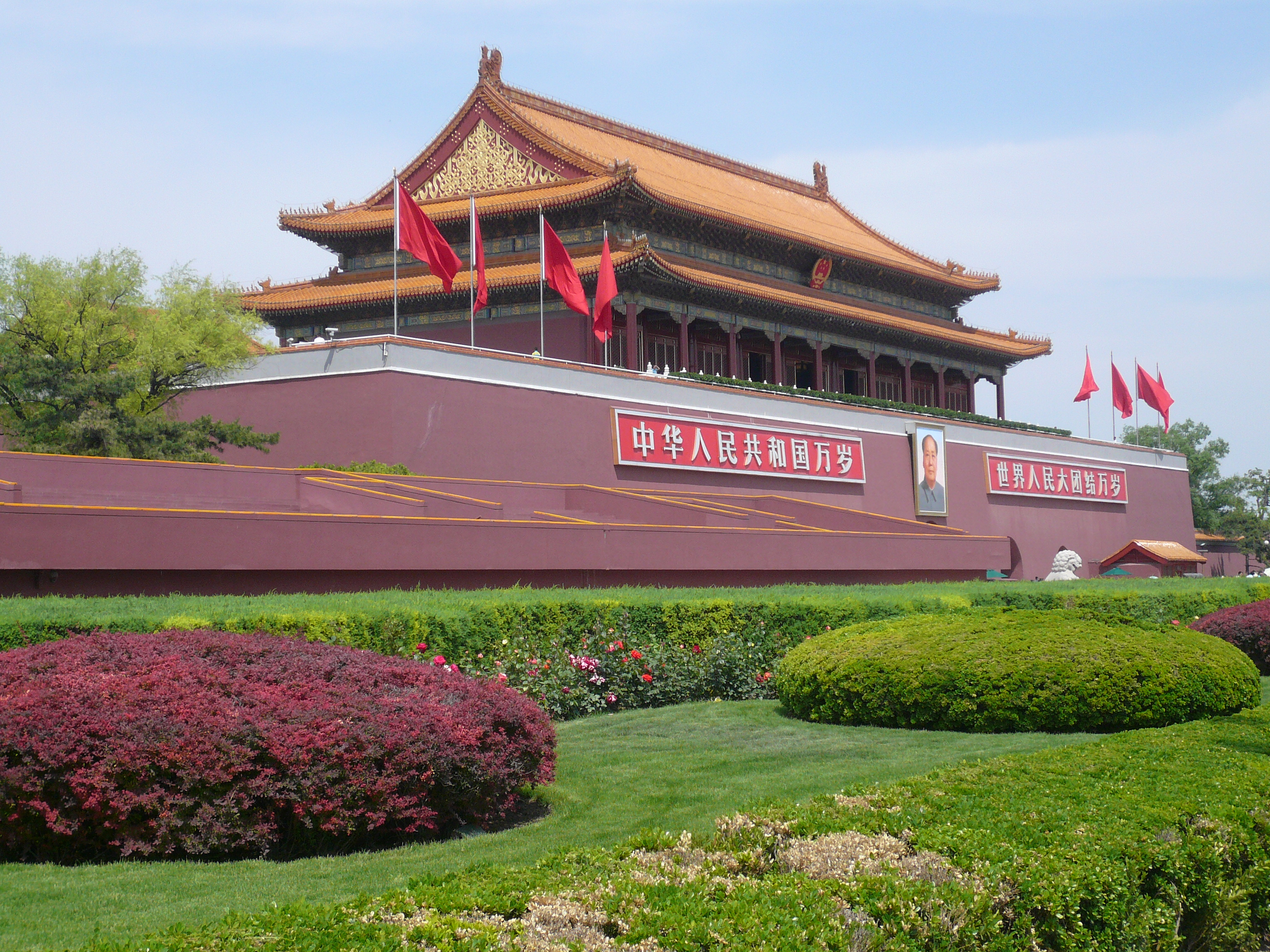
Tian'anmen
- Place Tian'anmen
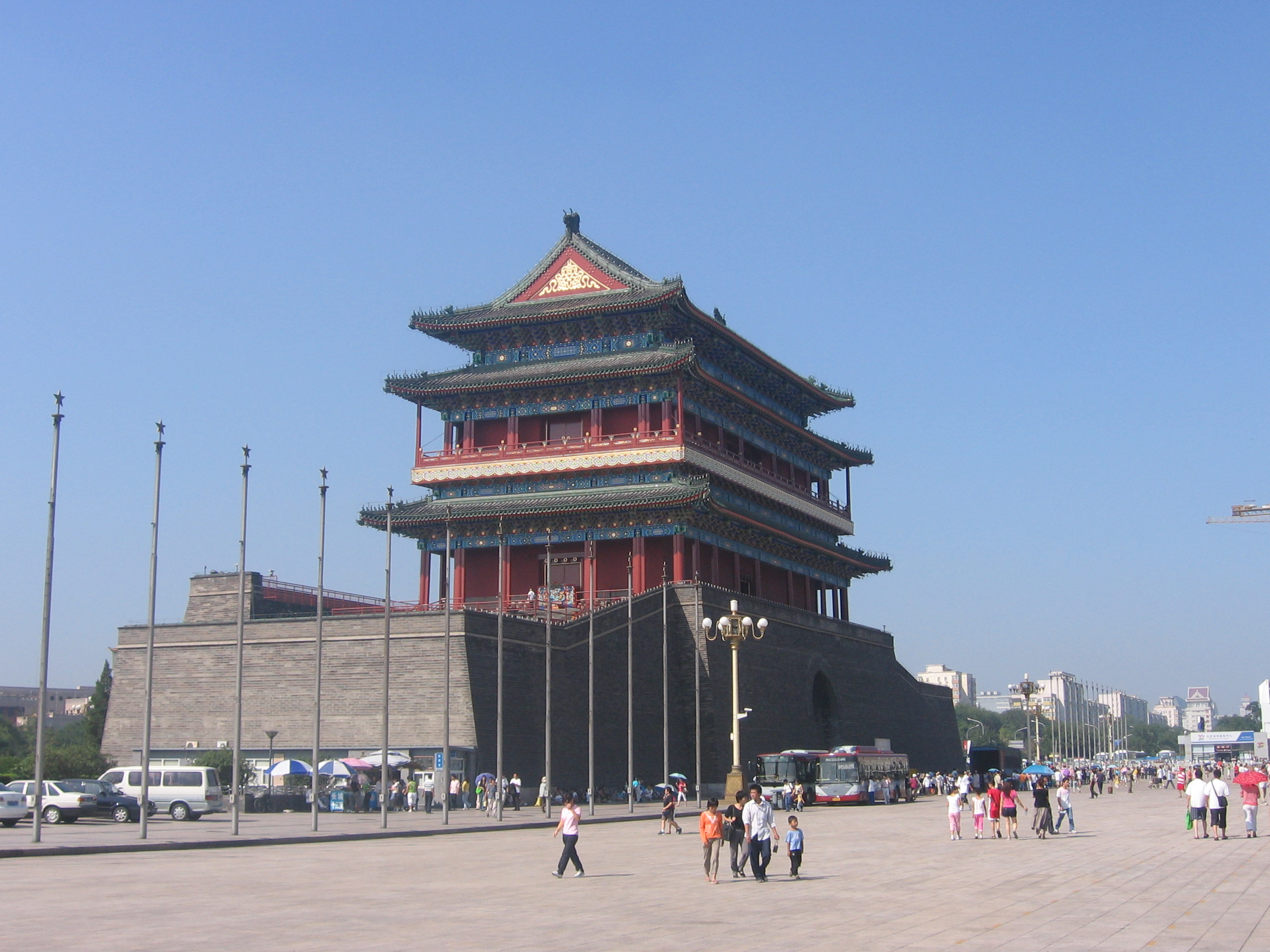
Zhengyangmen
- Temple du Ciel
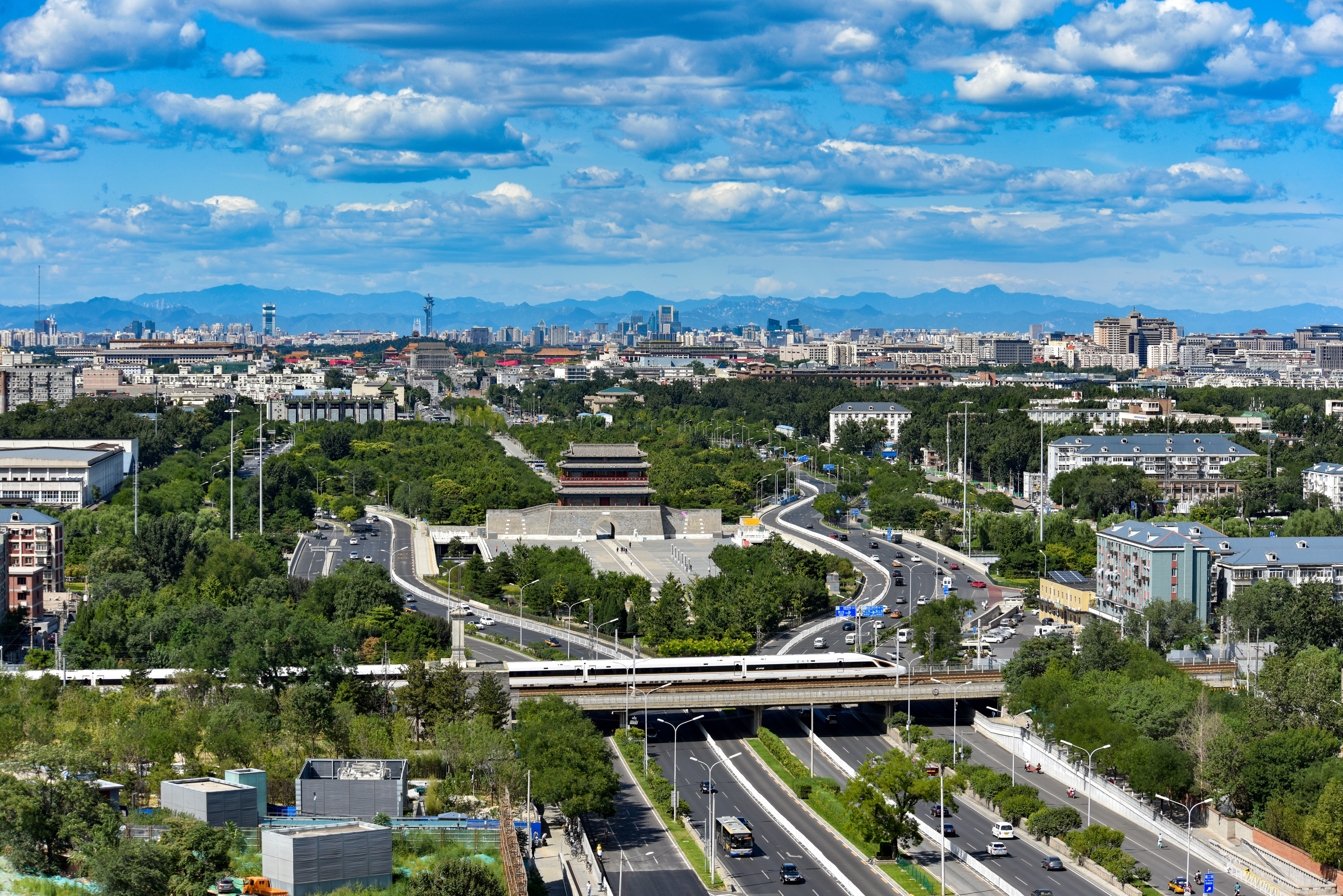
Yongdingmen

- Tour de la Cloche (en)
- Tour du Tambour (en)
- Parc Jingshan
- Cité interdite
- Porte de l'Harmonie Suprême
- Porte du Midi
- Tian'anmen
- Zhengyangmen
- Yongdingmen